# Rußbach (Dolna Austria)
Rußbach – gmina w Austrii, w kraju związkowym Dolna Austria, w powiecie Korneuburg. Według Austriackiego Urzędu Statystycznego liczyła 1 385 mieszkańców (1 stycznia 2014).